# 倉島隆
倉島 隆（くらしま たかし、1946年7月24日 - 2018年1月4日）は、日本の政治学者。元日本大学法学部教授。専門は政治機構論、英国政治機構理論史、EU政治機構理論。

## 略歴
- 1946年 新潟県豊栄市（現在の新潟市北区）生まれ
- 1974年 日本大学法学部政治経済学科卒業
- 1976年 同大学大学院法学研究科政治学専攻修士課程修了
- 1976年 同大学法学部副手（以降、同学部助手、専任講師、助教授を経る）
- 1993年 ケンブリッジ大学客員研究員（1994年まで）
- 1999年 同大学法学部教授
- 2001年 ケンブリッジ大学客員研究員（2002年まで）
- 2016年 同大学法学部定年退職

## 著書

### 単著
- 『現代政治機構理論』（サンワコーポレーション、1997年）
- 『現代英国政治の基礎理論』（三和書籍、2003年）
- 『A・シドニーの政体思想　自治と反乱の共和主義的政治原理』（時潮社、2008年）
- 『ネヴィルの共和主義的政体思想研究　その『プラトン再生』を中心に』（三和書籍、2011年）
- 『現代政治機構の論点　イギリスとEUを中心に』（時潮社、2012年）
- 『ハリントンの急進主義的共和主義研究―抑制と均衡の市民的国家制度思想―』（八千代出版、2015年）
- 『イギリスの政治制度』（時潮社、2016年）

### 共著
- 『政治学の課題と展望』（三和書房、1982年）
- 『政治政治の基礎知識』（北樹出版、1985年）
- 『問題発見の政治学』（八千代出版、2004年）

### 翻訳
- L.クリーガー『プーフェンドルフの政治思想』（時潮社、1984年）
- R.セイデルマン『アメリカ政治学の形成の政治思想』（三嶺書房、1984年）
- G.アーモンド『比較政治学』（時潮社、1986年）